# Comunismo de lujo totalmente automatizado
Comunismo de lujo totalmente automatizado (del inglés: Fully Automated Luxury Communism: A Manifesto), es una obra de no ficción del escritor británico Aaron Bastani y publicado por primera vez por Verso Books en 2019. Argumenta que la tecnología se puede utilizar para crear una economía de prosperidad generalizada posterior a la escasez.

## Argumento

### Tecnología y humanidad
Para defender su argumento sobre el futuro, la obra —calificada como un manifiesto y descrita como tal por algunos comentaristas— se vuelve hacia el pasado. Sostiene que la historia humana se puede dividir en tres grandes períodos, cada uno de los cuales se caracteriza por cambios sustanciales en la tecnología: desde la prehistoria hasta los albores de la agricultura; de la agricultura a la Revolución Industrial; y el período actual, caracterizado por la expansión explosiva de la tecnología de la información.

### La escasez
Bastani sugiere que la prosperidad introducida por la tecnología es incompatible con los modelos contemporáneos de capitalismo. Si bien el capitalismo se organiza en torno a una lógica de escasez, la prosperidad mediada tecnológicamente que predice se caracteriza por la ausencia de escasez.

## Crítica
El periodista británico Andy Beckett escribió que Bastini «basa sus predicciones en una lectura general de la historia», comentando que «algunos lectores terminarán este libro entusiasmados y llenos de energía. Otros no estarán convencidos o estarán completamente desconcertados».
Ville Kellokumpu sostiene que el trabajo no tiene en cuenta suficientemente el impacto del cambio climático y la dependencia de la industria contemporánea de los combustibles fósiles. Jason Barker hace eco de esta evaluación y señala que la destrucción ecológica parece ser el resultado constante de transiciones tecnológicas pasadas y que, en este sentido, es probable que el futuro se parezca al pasado.